# Sagarmatha (Suske en Wiske)
Sagarmatha is het honderdzesennegentigste stripverhaal uit de reeks van Suske en Wiske. Het is geschreven en getekend door Paul Geerts.
Het werd gepubliceerd in De Standaard en Het Nieuwsblad van 10 februari 1989 tot en met 23 juni 1989. De eerste albumuitgave in de Vierkleurenreeks was in juni 1989, met albumnummer 220.

## Locaties
- België, Nepal, de Himalaya, Sagarmatha (Mount Everest), het klooster van Tenpode, Khang-ri, de Khumbugletsjer

## Personages
- Suske, Wiske met Schanulleke, tante Sidonia, Lambik, Jerom, vrachtwagenchauffeur, boeddhistische monniken, hoofdlama, Sagarmatha, Bato (spoor), Pani (water), Phokhari (meer), Khang-ri (slechte god, piek) en diens zonen

## Het verhaal
Jerom gaat werken voor het Wereld Natuur Fonds. Hij kan Lambik nog net redden als die met een sleetje voor een vrachtwagen terechtkomt. Er valt een kist uit de vrachtwagen en er staat een tentje in de tuin. 
Op tv is een documentaire over de Belgische Mount Everest-expeditie van de winter van 1988-1989. De volgende ochtend blijken alle meubels verdwenen te zijn. De vrienden zien nog net het tentje met de tv verdwijnen. Lambik duikt in het tentje en bevriest onmiddellijk. De vrienden ontdooien hem en hij duikt opnieuw in de tent. Wiske duikt hem achterna en beiden staan opeens in winterse bergen. Suske en tante Sidonia kruipen ook in het tentje. Ze roepen tegen Lambik en Wiske dat ze terug moeten komen. 
De vrienden besluiten met z'n allen met een uitrusting naar de Himalaya te gaan. De meubels uit tante Sidonia’s huis staan in de sneeuw en ze vinden Lambik en Wiske in een kleerkast. In een tent worden de twee weer op temperatuur gebracht en Jerom vertelt dat er alleen een vergadering was over de bedreiging van de zwarte neushoorn, hij had er niks te doen. Lambik gaat ’s nachts op zoek naar eten en komt bij een beer terecht, Jerom kan hem de volgende ochtend redden maar Wiske krijgt last van hoogteziekte. De vrienden gaan naar beneden en komen bij monniken terecht, ze gaan met hen naar het klooster van Tenpode. De hoofdlama schrikt als hij het verhaal van de vrienden hoort en vertelt dat de godin drie zonen had. Er wordt een deur geopend die nog nooit daarvoor open was en de vrienden zien een thangka. Op de thangka staat de geboorte en het leven van Sagarmatha, een wolk verscheen en daarna veel regen. De regen vormde sneeuw en Sagarmatha ontstond, zij moest op de aarde passen als hoogste berg. Ze voelde zich alleen en haar tranen werden haar zonen, Bato is het spoor, Pani is water, Phokhari is meer. Khang-ri is een slechte god, deze piek spuugt tijdens de stormen richting Sagarmatha en dit vormde zijn zonen. Eenmaal per jaar moet er verslag uitgebracht worden over de toestand van de wereld, maar de zonen van Khang-ri proberen de godenzonen hun terugtocht te beletten.
Sagarmatha is niet zichtbaar en de hoofdlama vertelt dat hij de vrienden in vertrouwen neemt omdat zij blijkbaar zijn benaderd door de godenzonen. De meegenomen huisraad is een offer voor de berg, de vrienden overnachten in het klooster maar het gesprek is afgeluisterd door een monnik. ’s Nachts is er een enorm lawaai en er vliegen rotsblokken rond het klooster, de monniken mediteren en een oude monnik vertelt in trance over onheil, drie knapen en drie demonen en een wit licht. De rotsen gaan weer stilliggen en de vrienden bieden aan de zonen op hun terugtocht naar Sagarmatha te begeleiden. Ze krijgen witte sjaaltjes als bewijs voor vriendschap en een geel koordje zal beschermen tegen kwaad. Ze moeten de gebedshaantjes goed zichtbaar dragen. Lambik valt in een gat en vindt een tv. Ze gaan naar de uitlopers van de Khumbugletsjer en drinken er boterthee. Er vliegen weer rotsen door de lucht en tante Sidonia verstuikt haar enkel. Wiske blijft bij haar en de mannen komen bij de ijsval. Jerom verslaat de demonen en Suske klimt op een rots, de zoontjes zijn erg moe. Jerom haalt tante Sidonia en Wiske op, maar Lambik laat per ongeluk de demonen vrij en Jerom haast zich terug. De demonen kunnen tante Sidonia ontvoeren en ze wordt in een grot gesleurd, Jerom gaat haar zoeken. Suske, Wiske en Lambik klimmen met stijgijzers een wand op, maar de demonen verschijnen weer. Lambik veroorzaakt een lawine en de demonen storten mee naar beneden en komen onder de sneeuw terecht. Wiske valt in een kloof en Lambik en Suske zien dan Sagarmatha, die wit licht uitstraalt. De Khang-ri blaast een sneeuwstorm in haar richting, maar Sagarmatha gaat door en haalt Wiske uit de kloof. 
De vrienden worden bedankt voor hun steun en de godin tovert hen weer naar huis.

## Trivia
Het verhaal is ook in het Engels uitgegeven in de Spike & Suzy-reeks (Sagarmatha).